# Justiniaanse dynastie

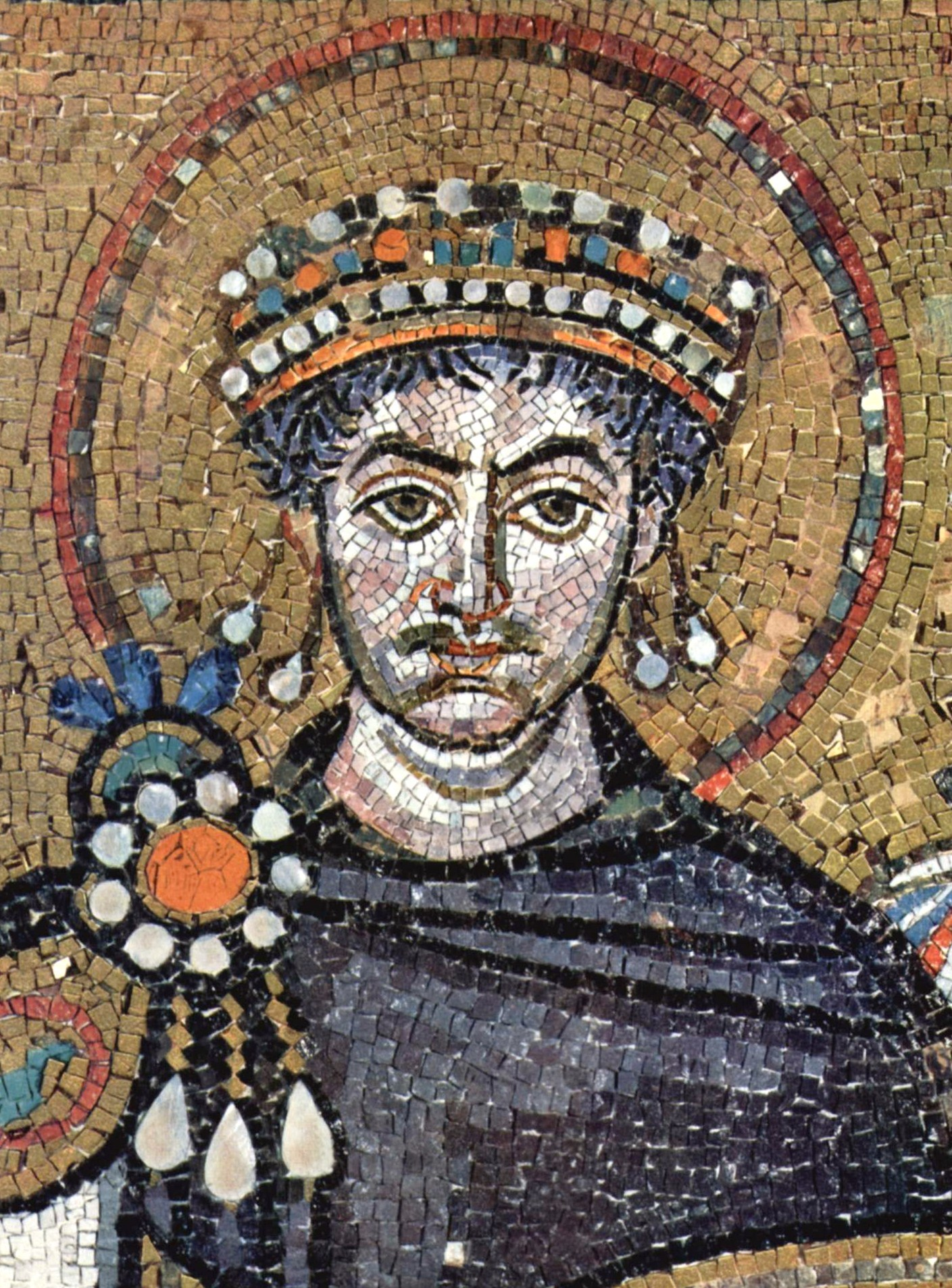
Justinianus I

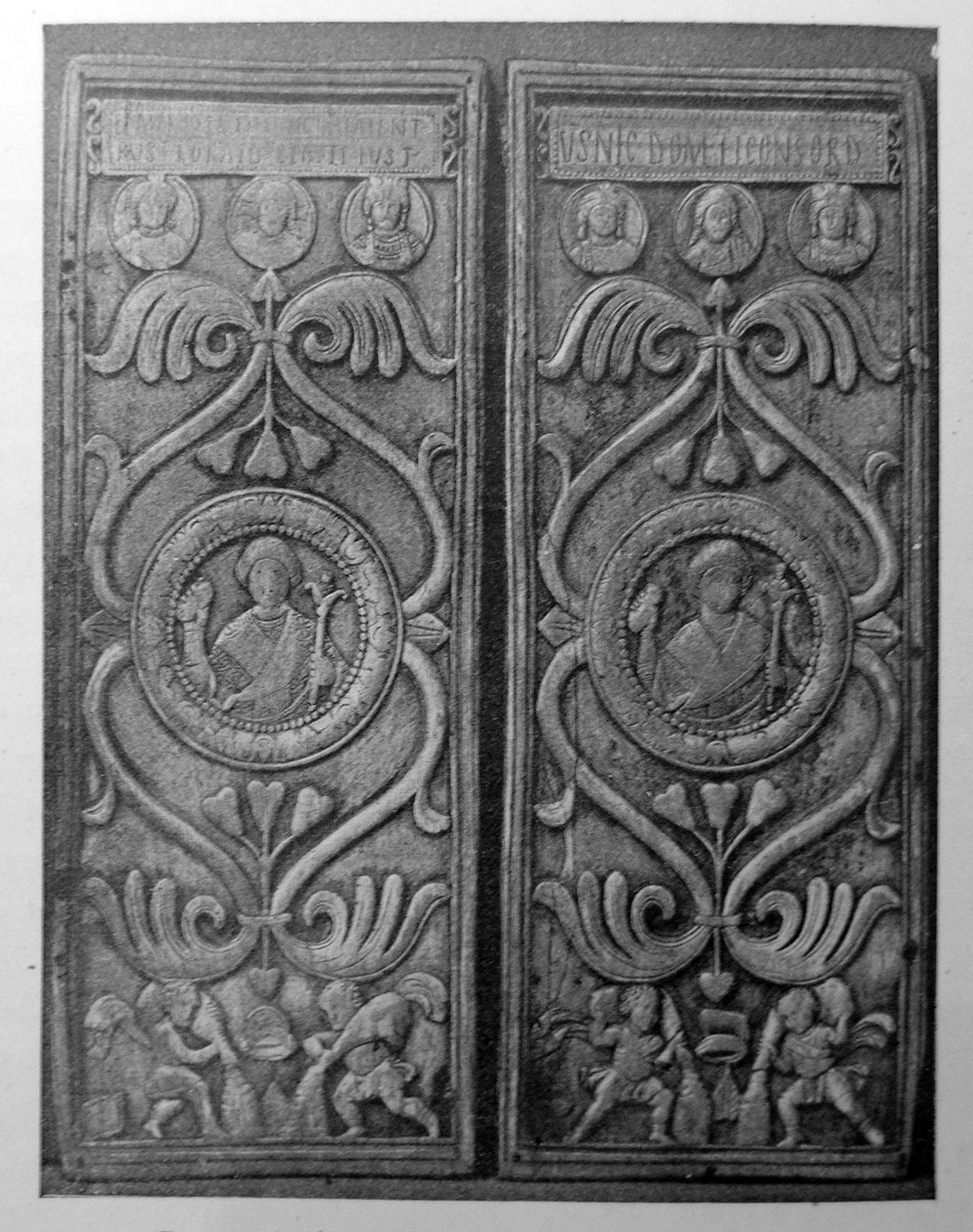
Consulair tweeluik (540) van Justinus, zoon van Germanus, neef van Justinianus.

De Justiniaanse dynastie is een familie die van 518 tot 602 over het Byzantijnse Rijk heerste. De dynastie ontstond met Justinus I en eindigde met de moord op Mauricius en zijn vrouw en kinderen.
- Justinus I- (518-527)
  1. Geen kinderen uit het huwelijk met Euphemia
- Vigilantia, zuster van Justinus I
  1. Uit haar huwelijk met Sabbatius
    - Petrus Sabbatius, later door Justinus geadopteerd en tot keizer verheven als Justinianus I - (527–565)
      1. Geen kinderen uit zijn huwelijk met Theodora

    - Vigilantia
      1. Uit haar huwelijk met Dulcissimus
        - Justinus II - (565-578)
          1. Uit zijn huwelijk met Sophia
            - een dochter
            - adoptie van Tiberius I Constantijn - (574-582)
              1. Uit zijn huwelijk met Ino Anastasia.
                - Constantina, een dochter die trouwde met Mauricius (582-602)

        - Marcellus, huwde Juliana, achter-achternicht van Anastasius I
        - Praejecta
- Onbekende broer of zuster van Justinus I
  1. Uit een relatie met een onbekende partner
    - Germanus
      1. Uit zijn huwelijk met Passara
        - Justinus, consul in 540
        - Justinianus
        - Justina

      2. Uit zijn huwelijk met Mathesuntha
        - Germanus

    - Boraides
    - Justus